# Sturm kommt auf
Sturm kommt auf ist ein zweiteiliger Fernsehfilm aus dem Jahr 2025 mit Josef Hader, der unter der Regie von Matti Geschonneck entstand. Das Drehbuch von Hannah Hollinger basiert auf dem Roman Unruhe um einen Friedfertigen von Oskar Maria Graf.

## Handlung
Der Schuster Julius Kraus lebt nach dem Ersten Weltkrieg bis zur Machtergreifung der Nationalsozialisten 1933 zurückgezogen in einem bayerischen Dorf, bis ihm eine Erbschaft aus den Vereinigten Staaten sowie die Enthüllung seiner jüdischen Identität zum Verhängnis werden.
Der erwachsene Sohn des Schusters lebt in den USA und schreibt ihm unregelmäßig Briefe. Seine Nachbarin Elies Heingeiger bringt ihm Essen und leistet ihm gelegentlich Gesellschaft. Elies hat einen kleinen Sohn, der von ihrem Bruder Silvan schlecht behandelt wird. Sie würde gerne den Schuster heiraten und ausziehen, allerdings ist ihr Bruder dagegen. Eines Tages bittet Ludwig Allberger, der sich wegen seiner kommunistischen Überzeugung verstecken muss, den Schuster um Hilfe.

## Produktion und Hintergrund
Die Dreharbeiten fanden vom 6. August bis zum 22. Oktober 2024 unter dem Arbeitstitel Unruhe um einen Friedfertigen in Österreich und Deutschland statt, gedreht wurde im Land Salzburg und in Bayern. Drehorte waren unter anderem das Salzburger Freilichtmuseum in Großgmain, Grödig, Piding und Ramsau sowie die Altstadt von Hallein.
Produziert wurde der Film von der deutschen Claussen+Putz Filmproduktion (Produzenten Uli Putz und Jakob Claussen) in Koproduktion mit der österreichischen Film AG (Koproduzenten Alexander Glehr und Johanna Scherz). Unterstützt wurde die Produktion vom FilmFernsehFonds Bayern, von FISA+, dem Fernsehfonds Austria, dem Land Salzburg und Film in Austria, beteiligt waren der Österreichische Rundfunk und das ZDF.
Die Kamera führte Theo Bierkens, die Montage verantwortete Dirk Grau und das Casting Daniela Tolkien und Franziska Schlattner, die Musik schrieb Boris Bojadzhiev. Den Ton gestalteten Claus Benischke-Lang und Richard Borowski, das Kostümbild Brigitta Fink, das Maskenbild Sam Dopona, Verena Pellegrini und Lena Damm und das Szenenbild Christoph Kanter. Als Intimitätskoordinatorin fungierte Bernadette Maria Leitner, Kostüme stammten vom Lambert Hofer Kostümverleih. Die Hauptrolle des Schusters Julius Kraus wurde auf Wunsch von Regisseur Matti Geschonneck mit Josef Hader besetzt.

## Veröffentlichung
Premiere war am 30. Juni 2025 am Filmfest München in der Reihe Neues Deutsches Fernsehen.
Im September 2025 ist eine Vorstellung auf dem Fünf Seen Filmfestival vorgesehen.

## Rezeption
Michael Müller befand auf the-spot-mediafilm.com, dass sich der Film allein für die zahlreichen wunderschönen, alten, zerfurchten, zerlebten oder zarten Gesichter in Großaufnahme lohne, der sich darüber hinaus zu einem grandiosen und niederschmetternden Melodram entwickele.

## Auszeichnungen und Nominierungen
Filmfest München 2025
- Nominierung für den Bernd Burgemeister Fernsehpreis[2]